# Georges Lacombe (regisseur)
Georges Lacombe (Parijs, 19 augustus 1902 – Cannes, 14 april 1990) was een Franse filmregisseur.
Hij begon zijn carrière als assistent van René Clair. Hij was thuis in meerdere filmgenres. Zijn film La Nuit est mon royaume leverde hem in 1951 een nominatie op voor de Gouden Leeuw op het filmfestival van Venetië.

## Filmografie
- 1928 -  La Zone (korte film)
- 1931 - Boule de gomme
- 1932 - La Femme invisible
- 1933 - Un jour d'été
- 1933 - Ce cochon de Morin
- 1934 - Jeunesse
- 1935 - Épousez ma femme
- 1935 - La Route heureuse
- 1936 - Le Cœur dispose
- 1938 - Café de Paris
- 1939 - Derrière la façade
- 1939 - Les Musiciens du ciel
- 1940 - Elles étaient douze femmes
- 1941 - Le Dernier des six
- 1941 - Montmartre-sur-Seine
- 1942 - Le Journal tombe à cinq heures
- 1942 - Monsieur La Souris
- 1943 - L'Escalier sans fin
- 1944 - Florence est folle
- 1945 - Le Pays sans étoiles
- 1946 - Martin Roumagnac
- 1947 - Les Condamnés
- 1948 - Prélude à la gloire
- 1951 - La Nuit est mon royaume
- 1952 -  Les Sept Péchés capitaux, segment Le Huitième péché
- 1952 - L'Appel du destin
- 1953 - Leur dernière nuit
- 1955 - La Lumière d'en face
- 1957 - Cargaison blanche
- 1957 - Mon coquin de père